# Roy Owen West
Pour les articles homonymes, voir West.
Roy Owen West, né le 17 octobre 1868 à Georgetown (Illinois) et mort 29 novembre 1958 à Chicago (Illinois), est un homme politique américain. Membre du Parti républicain, il est secrétaire à l'Intérieur entre 1928 et 1929 dans l'administration du président Calvin Coolidge.

## Biographie
Il est diplômé de l'université DePauw en 1890.